# Menaucourt
Menaucourt – miejscowość i gmina we Francji, w regionie Grand Est, w departamencie Moza.
Według danych na rok 1990 gminę zamieszkiwało 265 osób, a gęstość zaludnienia wynosiła 42 osób/km² (wśród 2335 gmin Lotaryngii Menaucourt plasuje się na 783. miejscu pod względem liczby ludności, natomiast pod względem powierzchni na miejscu 894.).